# Стотон (Вісконсин)
Стотон (англ. Stoughton) — місто (англ. city) в США, в окрузі Дейн штату Вісконсин. Населення — 13 173 особи (2020).

## Географія
Стотон розташований за координатами 42°55′19″ пн. ш. 89°13′27″ зх. д. / 42.92194° пн. ш. 89.22417° зх. д. (42.921988, -89.224173).  За даними Бюро перепису населення США в 2010 році місто мало площу 13,18 км², з яких 12,74 км² — суходіл та 0,44 км² — водойми. В 2017 році площа становила 15,68 км², з яких 14,81 км² — суходіл та 0,87 км² — водойми.

## Демографія
Згідно з переписом 2010 року, у місті мешкало 12 611 осіб у 5133 домогосподарствах у складі 3296 родин. Густота населення становила 957 осіб/км².  Було 5419 помешкань (411/км²).
Расовий склад населення:
| - 95,1 % — білих - 1,4 % — чорних або афроамериканців - 1,3 % — азіатів - 0,2 % — корінних американців |

До двох чи більше рас належало 1,5 %. Частка іспаномовних становила 1,8 % від усіх жителів.
За віковим діапазоном населення розподілялося таким чином: 25,1 % — особи молодші 18 років, 60,3 % — особи у віці 18—64 років, 14,6 % — особи у віці 65 років та старші. Медіана віку мешканця становила 39,2 року. На 100 осіб жіночої статі у місті припадало 89,5 чоловіків;  на 100 жінок у віці від 18 років та старших — 86,8 чоловіків також старших 18 років.
Середній дохід на одне домашнє господарство  становив 70 197 доларів США (медіана — 59 657), а середній дохід на одну сім'ю — 84 324 долари (медіана — 74 760). Медіана доходів становила 46 553 долари для чоловіків та 41 897 доларів для жінок. За межею бідності перебувало 8,4 % осіб, у тому числі 10,5 % дітей у віці до 18 років та 6,9 % осіб у віці 65 років та старших.
Цивільне працевлаштоване населення становило 6921 особа. Основні галузі зайнятості: освіта, охорона здоров'я та соціальна допомога — 28,7 %, виробництво — 11,9 %, роздрібна торгівля — 11,4 %.